# Folclore veleño
Una de las manifestaciones más autóctonas de la cultura campesina en Colombia se desarrolla en la provincia de Vélez (Santander), conocida por los "bocadillos veleños" y por autodenominarse erróneamente como Capital folclórica de Colombia.
El folclor Veleño ha sido declarado Patrimonio cultural inmaterial de la nación «Ley 1602 del 21 de dic de 2012».

## Guabina
La guabina veleña se caracteriza por el canto a cappella a dos voces, alternando con trinares del tiple o requinto y tiene su origen en las tribus indígenas que habitaron la zona, chipataes, cocomés y agataes, que cantaban estribillos acompañados de melodías de flautas de caña de castilla e instrumentos de percusión: zambumbias, carracas de burro, cucharas, chuchos, alfandoques, etc. En la actualidad son populares cerca de 20 estribillos en la provincia, cultivados por familias "Guabineras" que son el soporte de esta tradición desde mucho antes que instituyeran festivales y apoyos departamentales.
Es necesario diferenciar el canto de guabina, que se hace a capela, con el ritmo de guabina, que es una versión moderna donde los versos se acompañan con el tiple.  Todo indica que el canto de guabina se dio en las regiones de influencia Muisca, es decir, Cundinamarca, Boyacá y sur de Santander. También se debe diferenciar del ritmo torbellino, que también fue popular en Norte de Santander, además de los departamentos que ya se mencionaron.  Por la extensión territorial es posible que el canto de guabina y el torbellino hayan evolucionado desde versiones muy simples en la época de la conquista (es la única forma de explicar el hecho de que durante el siglo XIX haya sido muy popular en zonas rurales muy distantes entre sí); sin embargo, no hay referencias a estos ritmos (o no han logrado identificarse) en épocas anteriores  al siglo XIX. El término guabina, como "el aire musical de la montaña", aparece en el Diccionario abreviado de galicismos, provincialismos, de Rafael Uribe Uribe, publicado en 1887. Respecto al ritmo del torbellino hay referencias desde 1851. La palabra torbellino era de uso común en el siglo XIX, y es probable que la denominación de estos ritmos haya ocurrido a comienzos del siglo XIX, y este hecho  sea en parte la razón de  la ausencia de referencias en fechas anteriores.

## Torbellino
A la llegada de los españoles se introdujeron instrumentos de cuerda; El torbellino tiene como base armónica la sucesión de tres notas musicales en el tiple acompañante y virtuosas digitaciones para la melodía en tiple y requinto. Se ha planteado la posibilidad de que el origen del torbellino se relacione con la gallarda napolitana, sin embargo, aparte de la evidente similitud de  la armonía no hay evidencia documental. El torbellino tiene como base armónica  una progresión muy común en el folclor latinoamericano y es difícil argumentar que en todos los casos esta progresión tiene un origen Europeo. 
Ya que se consideraba un baile popular no hay descripciones de este baile durante el siglo XIX; sin embargo, en la pintura, Torbellino Aire de Tierra Caliente de 1851, de Ramón Torres Méndez, se puede ver que el baile se acompañaba con un tiple pequeño (puede ser la primera referencia histórica a un requinto) y una pandereta.   Es importante resaltar que el hombre lleva las manos atrás y tiene una posición típica que todavía se conserva en la forma moderna de representar el baile. 

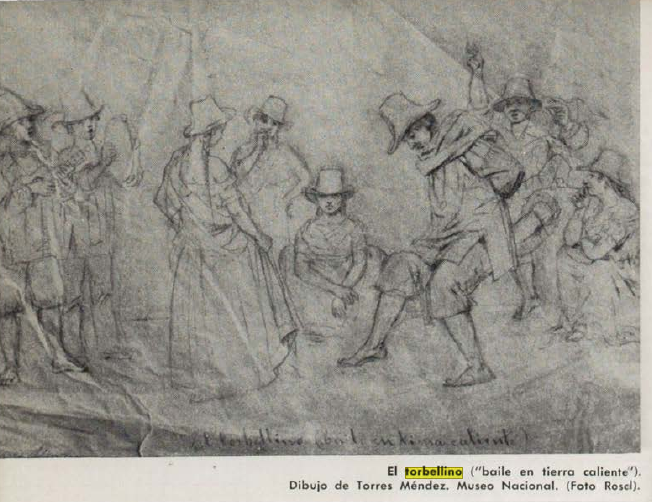
Pintura de Torres Méndez de campesinos bailando el Baile del Torbellino 1851

El baile del torbellino goza de gran popularidad en los diferentes festivales de la provincia, siendo esta danza un fino coqueteo que se caracteriza en algunas regiones por la elegancia, los pasos rápidos y cortos y la majestuosidad en los movimientos. Las coreografías más conocidas son: torbellino sencillo, el tres, el cuatro, la copa y el moño.
Siendo este último muy popular por la picardía de las coplas.
Uno de los hechos más notables del folclor veleño, es la gran difusión en las escuelas de primaria y bachillerato de la provincia.
Se han instituido academias públicas y privadas para el aprendizaje del tiple y el requinto, permitiendo a las nuevas generaciones adquirir destrezas en la ejecución de bambucos, pasillos fiesteros y otros géneros instrumentales.

## Vestuario
La "vestimenta" de la mujer se compone de una blusa bordada en el cuello, típicamente blanca, rosada o roja, un pañolón o "chal", y una falda negra de muchos prenses que llega hasta los tobillos. Para darle volumen a la prenda se usan enaguas blancas. Como accesorio, la mujer lleva una cinta negra que amarra a su cuello con un escapulario o una medalla.

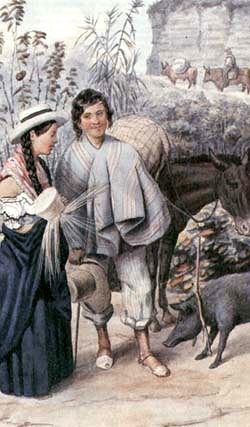
Pintura de Carmelo Fernández de campesinos cerca a Vélez 1850

El hombre acostumbra a llevar una camisa de unas telas muy gruesas,   "cotona"  ó  agonal,  adornada con un pectoral bordado y  pantalón negro. Como accesorios lleva una pañoleta roja o "rabo e´gallo", una ruana y unos pantalones largos que "remanga" con los pantalones.  Lleva también una correa de cabuya, de donde cuelga un chucho para llevar el guarapo, y una vara de donde cuelga una cuerda de cuero torcido, llamada "perrero". Las alpargatas son de suela de fique y se amarran con unos cordones llamados "galones"; sin embargo los campesinos acostumbraban  a hacer sus labores descalzos. Recientemente, el Traje Típico de Vélez, mediante ordenanza, se institucionalizó en Santander.
Es importante notar que la forma moderna de los trajes típicos Santandereanos son muy fieles a las pinturas de Carmelo Fernández de la expedición Agustín Codazzi que comenzó en el año 1850.  En las crónicas de esta expedición,  "Peregrinación de alpha" de Manuel Ancizar,  se narra:   
"Distínguense por el limpio vestido compuesto de camisa profusamente bordada de colores, enaguas de bayeta fina, alpargate nuevo y sombrero de jipijapa con ancha cinta negra, el cual sujeta la mantellina de paño que llevan flotante para lucir la camisa y el rosario de oro."

## Fiestas Reales
En la región el festival más representativo es "El festival de la guabina y el tiple" siendo éste la continuación de las antiguas "fiestas riales" en honor de la Virgen de las Nieves, que se hacían  en la primera semana de agosto. No se sabe con certeza desde cuando se celebran estas festividades sin embargo se sabe que el levantamiento de 1740, que tuvo como figura central al Alférez Real don Álvaro Chacón de Luna «Vélez y Su iglesia atravesada»., según la relación enviada a España «Tésis de maestría UIS». Archivado desde el original el 1 de marzo de 2014. Consultado el 23 de febrero de 2014.,  se dio en en pleno ambiente de fiestas, en honor a María Santísima de las Nieves, época en que la población recibía gran número de turistas y a las que asistían los indígenas con sus instrumentos musicales.«rebelion de las alcabalas de Vélez»..   
La primera edición de la feria agropecuaria data de 1917 y  "El festival de la guabina y el tiple" se institucionaliza en 1962.   En el transcurso del festival se realiza el concurso "Nuevas generaciones del Tiple y el requinto", igualmente "la parranda veleña", donde las familias vestidas con sus trajes típicos desfilan con instrumentos de música y con "piquetes Veleños", que son canastos con yuca, bore, papa, malanga, güatila, arracacha y carne de res, cerdo o "jara".  Para darle sabor al "piquete" todo se mantiene y se sirve en hojas de plátano y se acompaña con "ají", picante más fuerte que el chile Mexicano. Todo esto era usual en las "rozerias" y "Moliendas", donde se trabajaba la tierra para la siembra del maíz y se molía la caña de azúcar respectivamente. Tampoco puede faltar el guarapo y la chicha, bebidas que nos recuerdan el origen precolombino de esta gran tradición y que se siguen sirviendo en "totumas" de calabazo.  Durante la "parranda veleña" la chicha y los piquetes se comparten entre familias amigas y turistas.
También es muy popular el desfile de las flores, siendo uno de los más representativos del país por la calidad y trabajo de las carrozas.
El festival finaliza con la premiación a los grupos folclóricos ganadores, en una noche de gala donde los músicos más virtuosos del tiple y del requinto en Colombia deleitan a más de 20.000 personas en el parque del folclor. También hay festivales folclóricos en otros municipios de la provincia: Bolívar, Puente Nacional, Jesús María, Guavatá, Chipatá,  La Paz y Güepsa.
Un gran estudioso de este fenómeno cultural es el maestro Guillermo Abadía Morales, quien es de los folcloristas más reconocidos del país por su trabajo con etnias indígenas y campesinos.

## Patrimonio cultural inmaterial de la nación
Por medio de la Ley 1602 del 21 de diciembre de 2012 se declaró al folclore Veleño (a nivel provincia), el Festival Nacional de la Guabina y el Tiple de Vélez (Santander); el desfile de las Flores de Vélez-Santander y la Parranda Veleña "Patrimonio cultural inmaterial de la nación"
«=Ley 1602 del 21 de dic de 2012».
Esta ley da protección y financiamiento para escuelas y festivales folclóricos mediante proyectos y programas de inversión que se gestionen en la provincia de Vélez.